# Бальони, Джузеппе Энцо
Джузеппе Энцо Бальони (итал. Giuseppe Enzo Baglioni) (Феррара, 25 июля 1884 г. - Сан-Николо, 12 мая 1945 г.) был итальянским гравером, художником и инженер, известным как «Мастер резца» (итал. Poeta del Bulino).

## Биография
Окончил факультет гражданское строительство и архитектуру в университете Болонья . С раннего возраста проявлял интерес к рисованию. Первыми попытками были небольшие  цветные наброски и карандашом. Между 1905 и 1906 годами он пытается рисовать архитектурные детали старых дворцов. Социальное положение его семьи побуждает его развивать несколько увлечений, в том числе играть на скрипке, для которой он позже сочинит несколько произведений, в последствии музыкальные критики сочтут «современными и привлекательными» . В 1910 году экспериментировал в создании модели биплана собственного изобретения, названной «Бальони», который позже был утвержден в Болонья . В художественной же сфере остается привязанным к различным техникам: пастель, китайская, акварель, темпера и масло. После окончания учебы в 1911 году начал создавать первые проекты небольших вилл и погребальных часовен, которые характеризовались врожденным стилем, который только позже склонялся к более строгому декору; в 1912 году он работал в новой штаб-квартире Палаты депутатов в Риме. Окончание войны в Ливии знаменует собой его первую работу инженером-железнодорожником на линиях связи на труднодоступных дорогах между Массимой и Асмэра в Эритрея, где он провел 13 месяцев в Африка. Позже переезжает в Париж. По возвращении в Феррару он возобновил свою художественную деятельность с техническим выбором, который стал прелюдией к его будущему предпочтению печати: монотипии. Отсюда начало созревать его преобразование в более глубокий рисунок, кислотой и чернилами. В 1915 году был прикомандирован к Академия изящных искусств Флоренции. В Академии изящных искусств во Флоренции он прошел курс специализации, чтобы углубить и усовершенствовать технику сухой иглы  . Основная цель - участие в качестве участника в Выставке изящных искусств во Флоренции в 1917 году . Примерно в 1918 году он сделал серию из десяти офортов о Венеция; С годами архив пополнялся и другими работами, посвященными Венеции. Первое издание последних он подарил Муссолини, который «искренне поблагодарил, назвав их великолепными» . Подолгу пребывая в разных городах в связи с проектными работами в области строительства и будучи членом Провинциального совета по истории Отечества, он создает подобные коллекции, разделенные по городам: Флоренция, Рим, Болонья, Падуя, Сиена, Помпеи, Ассизи, Милан и др. Последняя - Феррара, включающая десятки произведений разного размера.
На феррарской художественной выставке  1928 года из ста художников только десять имели помещение для индивидуальной выставки, в том числе и Бальони . Впоследствии он отвечал за архитектурные проекты и внутреннее убранство ярмарок в Милане, Бари и Болонье. В последующие годы он все меньше и меньше занимался городской темой, часто выезжая в район Комаккьо. Активный участник раскопок, стал одним из спонсоров Археологического музея Феррары во дворце Людовико иль Моро, который был открыт позже в 1935 году. Озлобленный фашизмом и будучи другом многих феррарских евреев, он с трепетом встретил известие об обнародовании первых расовых законов. С началом войны все больше и больше времени проводил в старом фамильном доме в деревушке Реро, куда перенес свою гравировальную мастерскую, пока не остался там навсегда, оставив свой дом на Виа Санто Стефано в городе. В этот период череда военных событий со смертью друзей глубоко ранила его до такой степени, что изменила его стиль. На самом деле в его произведениях есть водевильные танцоры, актеры и техники на съемочной площадке, символ обмана и издевательского сценического вымысла во времена ненависти и смерти.
В 1945 году он был взят партизанами в своем доме, в сельской местности Феррары в 2 км от Тресигалло, после чего был опознан своим сыном среди расстрелянных .

## Критика
Заинтересовавшись формами ар-деко, он нашел свою художественную цель в технике гравюры, представляя свою родную Феррару, а также другие итальянские города. Неоднократно назывался родоначальником художественного жанра в области гравюры . Получил высокую оценку выдающихся современных сограждан, таких как Джузеппе Аньелли:«... эти образы Мастер резца (итал. Poeta del Bulino) ласкает и обновляет с превосходным мастерством, очень личным образом. Значит, каждое панно несет на себе отпечаток мгновения его души, пусть художника, застенчивого и, я бы сказал, пренебрежительного, с легкими эффектами. . .» ; Уолтер Медри: «... необходимо, однако, дойти до наших дней, чтобы найти художника, заслуживающего за неоспоримые заслуги аффикса мастера в искусстве гравюры... Они выходят из его рук благодаря мастерству рисования, глубокому знанию техники, неутомимой работе на месте и тонкому чувству искусства...» ; Филипп де Пизис: «... благодаря  его работам, которые я видел, он показал себя гравером с большими техническими навыками, а кое-где энергичным и синтетическим... Безупречная точность рисунка и перспективы сияют в прекрасных тонах, заставляя нас вспоминать о сильном взгляде Пиранези... Также по этой причине его можно было отнести к разряду хороших мастеров, соблюдающих установленные правила.» ; Мими Киличи Бузакки  «Его артистизм и технические знания, смешанные с эклектичным стилем, представляют собой возрождение художественного самовыражения великих людей прошлого» . Как также описал искусствовед Л. Скардино: «сильная светотень работы Энцо Бальони, гравера из Феррары, который выглядит почти как реинкарнация Пиранези».

### Oсновные работы
Часть из нескольких сотен его работ выставлены в Фонде Джорджо Чини в Венеции и Музее современного искусства в Болонье. Цинковые и медные пластины для гравировки многочисленных предметов были переданы семьей в дар Фонду Чини , в Венеции в мае 1976 г.

### Выставки
- 1905: Mostra Umoristica Nazionale organizzata dal Comitato Universitario, Palazzo dei Diamanti, Ferrara.
- 1914: Esposizione Internazionale d'Arte della città di Venezia, Palazzo Correr, Venezia.
- 1917: Mostra di Belle Arti - Esposizione del Soldato, Palazzo Davanzati, Firenze . Mostra del Bianco e Nero, Palazzo Bentivoglio, Bologna.[20][21]
- 1918: Mostra organizzata dalla Società "Francesco Francia" [22],per le Belle Arti, Bologna.[23][24]
- 1919: Pellicceria Obici, Corso Giovecca, Ferrara [21]. Mostra di Beneficenza, Palazzo dei Diamanti, Ferrara.[21][25]
- 1920: Mostra organizzata dalla Società "Francesco Francia" [22], per le Belle Arti, Bologna (seconda volta). Esposizione d'Arte Ferrarese [26], organizzata dalla Società "Benvenuto Tisi" [27], Palazzo dei Diamanti, Ferrara [28]. Palazzo Arcivescovile, Ferrara. Palazzo Tassoni Mirogli, Ferrara. II Mostra Fotografica, Ferrara.
- 1922: Mostra organizzata dalla Società "Francesco Francia" [22], Bologna.[23][24]
- 1924: Mostra organizzata dalla Società "Francesco Francia" [22], Bologna (seconda volta).[23][24]
- 1925: Castello Estense, Ferrara.
- 1926: Esposizione d'Arte Ferrarese [26], organizzata dalla Società "Benvenuto Tisi" [27], Palazzo dei Diamanti, Ferrara [28].Mostra d'Arte promossa dall'Associazione Combattenti, Bologna.[29]
- 1927: I Esposizione Nazionale dell'Arte del Paesaggio, Convento di San Domenico, Bologna [30][31]. Mostra Internazionale dell'Incisione, Firenze [24]. Mostra degli Amatori e Cultori d'Arte, Roma [24]. Mostra d'arte della città di Fiume, Fiume, Croazia.[24]
- 1928: Mostra d'Arte Ferrarese, Palazzo Sant'Anna, Ferrara.
- 1929: Esposizione della Montagna, Milano.
- 1931: Esposizione Internazionale d'Arte Sacra, Padova.
- 1932: Mostra d'Arte Benefica, Castello Estense, Ferrara.
- 1933: Mostra di Artisti Ferraresi, Atrio del Teatro Comunale, Ferrara.[32]
- 1934: Mostra di Artisti Ferraresi, Atrio del Teatro Comunale, Ferrara.[32]. Il Mostra Nazionale dell'Agricoltura, Firenze [33]. Mostra Nazionale del Paesaggio promossa dall'Associazione Nazionale per i paesaggi e i monumenti pittoreschi, Bologna.
- 1936: IV Mostra Sindacale d'Arte con la collaborazione della Società "Benvenuto Tisi", Borsa di Commercio, Ferrara.
- 1937:  Mostra "Moretti", Palazzo Tassoni Mirogli, Ferrara.[34]
- 1939: Mostra Sindacale d'Arte, Castello Estense, Ferrara.
- 2001: Incisori ferraresi del Novecento, Centro Mostre E.F.E.R., Ferrara / Antica Rocca, Cento.
- 2005: Mostra Enzo Baglioni. Impronte, Palazzo Massari, Ferrara.[35]Серебряная медаль получена в 1926 году.

## Награды
| Серебряная медаль: «Лучший гравер». (1917)                                         |
| Серебряная медаль: «За комплекс работ». (1922)                                     |
| Серебряная медаль (1924)                                                           |
| Серебряная медаль (1926)                                                           |
| Золотая медаль: «Лучшая гравюра» (1927)                                            |
| Золотая медаль: «За гравюру "Понте дель Дьяволо" (итал. Ponte del Diavolo)» (1929) |

## Галерея
- Замок, историческая сцена (итал. Castello, scena storica) (1920).
- Пейзаж с деревьями (итал. Paesaggio con alberi) (1914).
- За кулисами (итал. Dietro le Quinte) (1943).
- Мост на С. Триниту (1917 г.). Серебряная медаль на Выставке изящных искусств во Флоренции 1917/18 (итал. Ponte a S. Trinita (1917). Medaglia d'argento all'Esposizione di Belle Arti di Firenze 1917/18)
- Натюрморт "Белка" (итал. Natura morta "Scoiattolo") (год неизвестен).
- Парижская тюрьма (итал. Prigione di Parisina) (1926)
- Река Норис (итал. Rio Noris) (1918)
- Рим. Палатинский холм. подробности (итал. Roma.Il Palatino. Dettaglio) (1924).
- Венеция. Церковь Богородицы Здоровья (итал. Venezia. Chiesa della Madonna della Salute) (1919).[19]
- Натюрморт "Пиноккио" (итал. Natura morta "Pinocchio") (год неизвестен).
- Автопортрет Энцо Бальони (итал. Autoritratto di Enzo Baglioni) (1905-1906).
- Лукка. Чертов мост (итал. Lucca. Ponte del Diavolo)

## Другие проекты
Викисклад галерея домов на Джузеппе Энцо Бальони